# Zelenîi Iar, Bratske
Zelenîi Iar (în ucraineană Зелений Яр) este un sat în așezarea urbană Bratske din regiunea Mîkolaiiv, Ucraina.

## Demografie
Componența lingvistică a localității Zelenîi Iar
     Ucraineană (86,11%)
     Rusă (8,33%)
     Română (5,56%)
Conform recensământului din 2001, majoritatea populației localității Zelenîi Iar era vorbitoare de ucraineană (86,11%), existând în minoritate și vorbitori de rusă (8,33%) și română (5,56%).